# كلاتوس شاما
كلاتوس شاما (بالإنجليزية: Clatous Chama)‏ (18 يونيو 1991 بزامبيا -) هو لاعب كرة قدم زامبي في مركز الوسط. يلعب حاليا مع نادي النهضة البركانية.

## روابط خارجية
- كلاتوس شاما على موقع قاعدة بيانات كرة القدم.إي يو (الإنجليزية)
- كلاتوس شاما على موقع ناشيونال فوتبول تيمز (الإنجليزية)
- كلاتوس شاما على موقع Soccerway.com (الإنجليزية)